# Liulin
För andra betydelser, se Liulin (olika betydelser).
Liulin är ett härad som lyder under Lüliangs stad på prefekturnivå i Shanxi-provinsen i norra Kina. 